# Logística humanitária
A Logística humanitária é um ramo da logística responsável por todos os processos envolvidos na mobilização de pessoas, recursos e conhecimentos para ajudar comunidades afectadas por desastres naturais (furacões, avalanches, erupções vulcânicas, inundações, entre outros), ou por danos provocados pelo homem (Figura 1).
A logística é um aspecto fundamental na assistência humanitária e a forma como a cadeia de abastecimento é organizada tem um impacto significativo na qualidade e na rapidez dessa assistência (Figura 2).

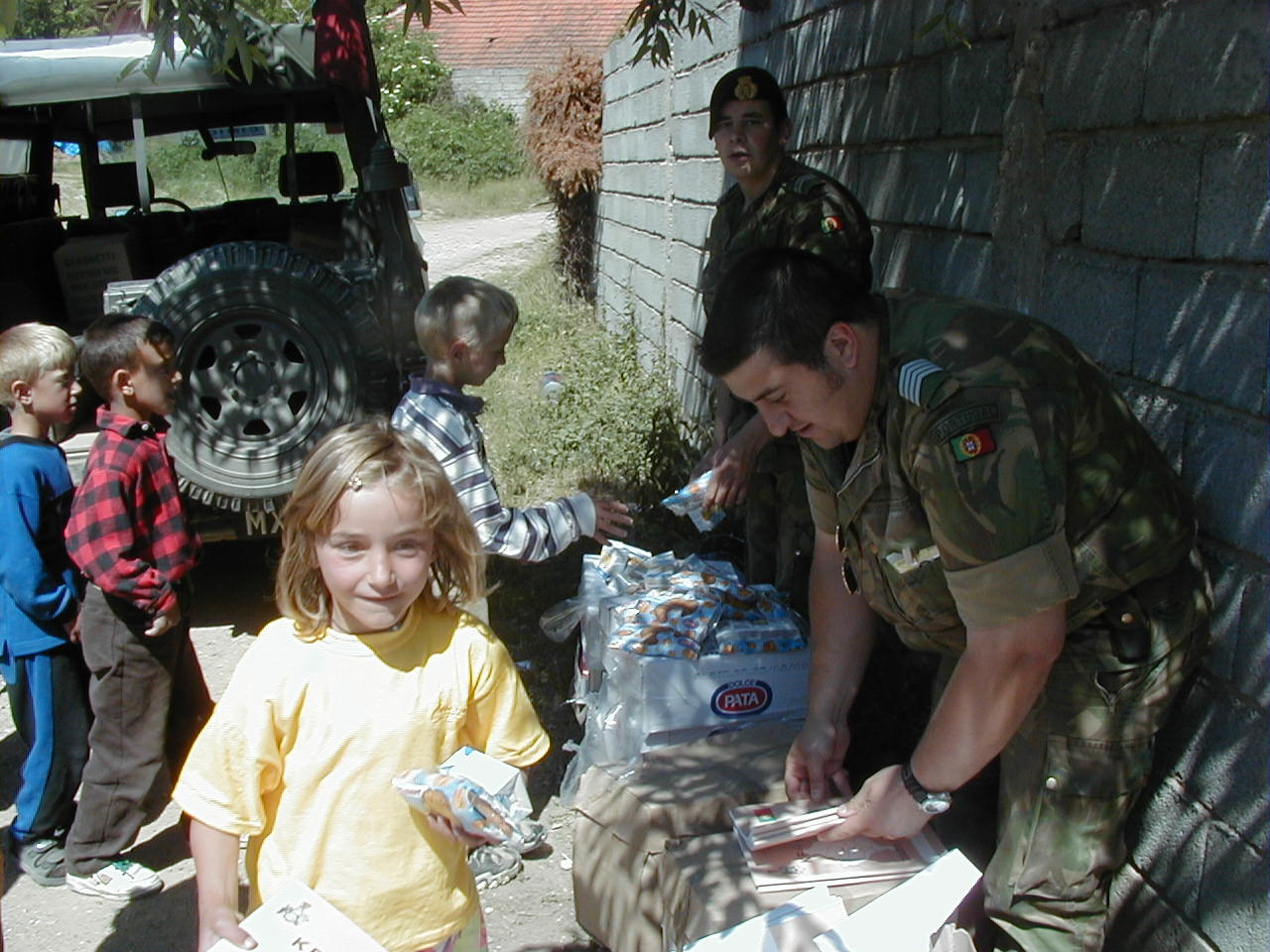
Figura 2. Assistência Humanitária a crianças no Kosovo

Apesar de ser um conceito ainda novo em Portugal ou mesmo no Brasil, já é aplicado em países da Europa e nos Estados Unidos, tendo-se desenvolvido muito nos últimos anos (Meirim, 2006).
Existem por todo o mundo entidades completamente voltadas para a logística humanitária, normalmente sem fins lucrativos que, funcionam com o objectivo de fornecer material de ajuda humanitária para situações de emergência (Logística, [2007]).

## Características

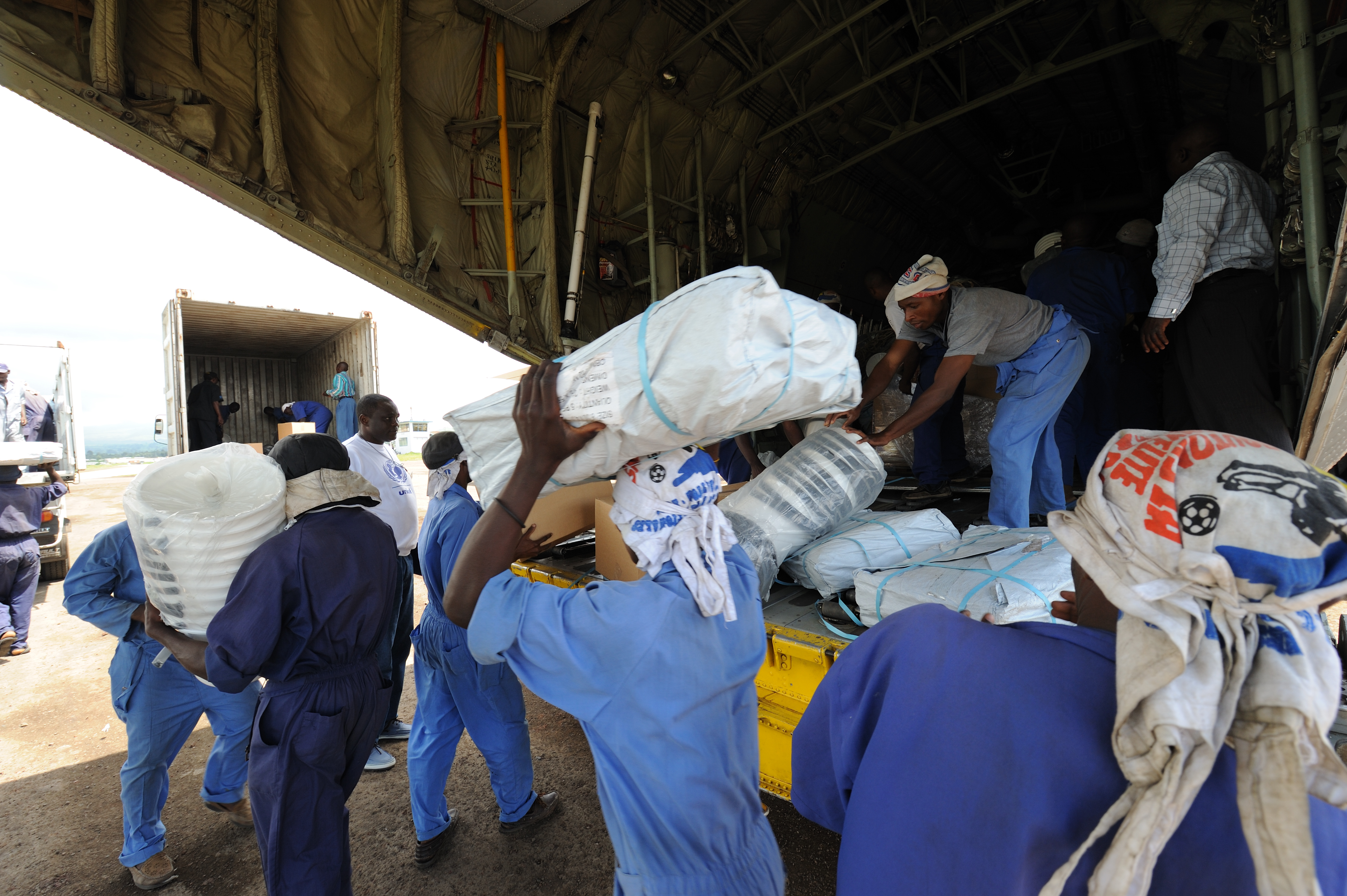
Figura 3. Assistência Humanitária no Congo

Este ramo da logística difere em muitos aspectos de todos os outros, pois o objectivo principal da logística humanitária é a minimização do sofrimento das pessoas que se encontram em estado vulnerável.
- A sua implementação é constituída por três fases: preparação, resposta imediata e reconstrução.
- A natureza da maioria dos desastres exige uma resposta imediata e como tal, as cadeias de abastecimento precisam de ser conhecidas e implantadas de uma só vez, apesar da falta de conhecimento que possam ter sobre a situação.
- A diversidade de fornecedores não é muito vasta, tendo muitas das vezes de se optar por fornecedores que não seriam escolhidos em condições normais, mas neste tipo de situações, o tempo também é um factor determinante e qualquer minuto a mais pode significar a perda de uma vida.
- Normalmente, as infra-estruturas locais encontram-se completamente destruídas, dificultando o acesso de pessoas e de recursos (Figura 3), tornando-se difícil garantir a qualidade dos alimentos e de medicamentos.
- Os recursos humanos podem ser também um problema, pois a maior parte das vezes existe um excesso de voluntários sem formação ou sem conhecimento do idioma local.
- Crescimento do sistema logístico
- De uma forma geral existe uma falta de controlo sob as operações devido a ser uma situação de emergência (Kovács, 2007).

## Prioridades
As principais prioridades da Logística Humanitária são o fornecimento de alimentos e de água, bem como de abrigo e de prestação de cuidados médicos (Meirim, 2006).

## Centrais de distribuição
As centrais de distribuição encontram-se espalhadas por todo mundo de forma a auxiliar as áreas necessitadas, facilitando o transporte, as compras e o armazenamento.
No entanto, estes centros de distribuição quando associados podem ter ainda mais vantagens, nomeadamente, redução de custos e facilidade nos processos logísticos. 
Estas vantagens, associadas ao facto da logística ser o eixo central das missões humanitárias, levam à criação de softwares que permitem melhorar a tomada de decisões, aumentar a rapidez das operações e até mesmo conseguir uma melhor coordenação na ajuda humanitária (Intelog, 2007). 

## Softwares
- Software LSS (Sistema de apoio logístico): a implementação deste software permite facilitar a partilha de informações entre as agências humanitárias, bem como acompanhar a administração de todos os materiais de ajuda humanitária que estão para ser recebidos, estabelecer prioridades de distribuição de acordo com as necessidades e dispor de informações sobre o fluxo de doações (LSSWEB, [2009?]).
- Logística Humanitária software (LHS) : Este software foi desenvolvido com o objectivo de responder às necessidades da cadeia de abastecimento das organizações humanitárias. Esta resposta é determinada com base em informações e relatórios anteriores e posteriores à catástrofe.  Este software possibilita também um fluxo de informação desde a realização da doação até que é recebida, o que proporciona diversos benefícios tais como, um aumento da velocidade da cadeia de abastecimento ou uma maior rapidez de informação, permitindo um maior espaço de tempo para tomadas de decisão (Fritz, [2004?]).

## Técnicas
Uma técnica que pode também melhorar a logística quando acontecerem catástrofes humanitárias é o inventário pré-posicionamento. Esta técnica consiste no estudo de uma localização óptima para armazenamento. Esta localização é estabelecida por estimativa, tendo em conta factores como perturbações atmosféricas e outras catástrofes naturais. É utilizada ainda para estimar quantidades de acordo com os níveis de stock existentes e com a frequência de encomenda (Akkihal, 2006).

## Avaliação de desempenho
A ajuda para os casos de catástrofes necessitando da logística humanitária deve ser rápida e ágil, evitando assim maiores danos. No entanto, é difícil mensurar o sucesso de uma operação de logística humanitária da mesma forma como é difícil levantar indicadores de desempenho para um hospital: se houve uma morte, é possíve considerar o desempenho da operação como um sucesso? (Logística Descomplicada, 2011). 
Ainda assim, um conjunto de 4 indicadores de desempenho para este tipo de operação foi desenvolvido (Davidson, 2006):
1) Cobertura dos recursos: mostra o percentual dos bens necessários em relação ao que foi arrecadado;
2) Tempo entre doação e entrega: similar ao lead time funciona na logística empresarial;
3) Eficiência financeira;
4) Exatidão da avaliação: mede as divergências entre aquilo que de fato era necessário e aquilo que foi divulgado.

## Projecto Esfera
O Projecto Esfera nasceu em Julho de 1997, desenvolvido por um grupo de agências humanitárias para estabelecer um conjunto de normas mínimas universais em sectores fundamentais da assistência humanitária e com o objectivo de melhorar a assistência a pessoas afectadas por desastres e aumentar a prestação de contas do sistema humanitário (Sphere, [2004?]).